# はい!もしもし、大塚薬局ですが
『はい!もしもし、大塚薬局ですが』（はい もしもしおおつかやっきょくですが）は、2011年4月9日より公開された日本映画。東京国際映画祭提携企画、東京ネットムービーフェスティバル支援作品。勝又悠監督作品。

## 概要
『39ra☆愛キュン』の勝又悠監督による初恋ノスタルジー映画。主演は円城寺あや。AKB48の小林香菜は映画初出演となる。
キャッチコピーは「恋に効く映画（クスリ）あります」。

### 作品にまつわる話
- 2009年10月19日に東京国際映画祭でのイベントで、六本木アリーナにてお披露目上映会があり、円城寺あや・小林香菜・笠原美香と監督の勝又悠がゲスト出演した。
- その公開イベントの際に、小林をキャスティングした理由に対して勝又は自ら「ファンだった」と告白したが、自身のブログを読む限りでは大塚愛のファンである。
- スピンオフムービーとなる『ツンDE-Re:my heart』が2009年12月に函館港イルミナシオン映画祭で特別上映された。
- 中学生時代の大塚真名美役で出演した笠原はその演技が勝又の目に止まり、勝又の次回作『オードリー』（2011年公開）にて主演に抜擢される。
- ゆうばり国際ファンタスティック映画祭2010オフシアターコンペティション部門で上映される。
- ドイツ・ニッポンコネクション2010にて、公式招待作品に選ばれる。
- カナダ・shinsedai映画祭2010にて、公式招待作品に選ばれる。
- イギリス・レインダンス映画祭2010にて、公式招待作品に選ばれる。
- 小田原映画祭シネマトピア2011にて上映される。

## キャスト
- 大塚真名美 - 円城寺あや
- 永作恵美 - 小林香菜（AKB48）
- 25年前の真名美 - 笠原美香
- 大塚英子 - 有末麻祐子
- 荒井秀樹 - 川村亮介
- 曽根大地 - 海鋒拓也
- 横浜冴子 - 中原知南
- 柏野由美子 - 桜井淳美

## スタッフ
- 監督・脚本 - 勝又悠
- 撮影 - 佐久間孝
- 照明 - 高橋亮
- 録音 - 関上雄平
- 美術 - 角田知穂
- ヘアメイク - 大原佐智
- 衣装 - 伊羅子政代
- スチール - 福田晃弘
- メイキング - 小林純
- Web - n.d.p
- キャスティング - 中里慶
- 制作担当 - 横山仁
- 衣装協力 - EAST BOY
- キャスティング協力 - 浅井企画、office48、アクアスエンターテインメント、アトムズプロダクション
- ロケ地協力 - フィルムコミッションあしがら、ありさか薬局
- 製作援助 - 東京ネットムービーフェスティバル事務局

## スピンオフ作品
ツンDE-Re:my heart
- 2009年12月4日 - 6日に開催の函館港イルミナシオン映画祭で初上映されたスピンオフ映画。

出演
- 彩音ちか
- 葛上昇悟
- 磯村エレナ
- 桜井淳美